# Sparlösa församling
Sparlösa församling var en församling i Skara stift och i Vara kommun. Församlingen uppgick 2002 i Levene församling. 

## Administrativ historik
Församlingen har medeltida ursprung. 
Församlingen var till 2002 annexförsamling i pastoratet Levene, Sparlösa och Long som från medeltiden även omfattade Slädene församling. Församlingen uppgick2002 i Levene församling.

## Organister
| Period    | Namn                 | Levnadstid | Övrigt   |
| --------- | -------------------- | ---------- | -------- |
| 1849–1869 | Per Magnus Sandstedt | 1824–1893  | Organist |

## Kyrkor
- Sparlösa kyrka